# كيفن أوليري
كيفن أوليري (بالإنجليزية: Kevin O'Leary)‏ وإسمه الحقيقي تيرنس توماس كيفن أوليري (بالإنجليزية: Terence Thomas Kevin O'Leary)‏ هو سياسي ورجل أعمال وكاتب وشخصية تلفزيونية كندي أيرلندي ولد في يوم 9 يوليو 1954 في مدينة مونتريال في كيبك في كندا لأب من أصل أيرلندي وأم لبنانية الأصل، هو سياسي أيضاً مع حزب المحافظين الكندي، أعلن عن نيته للترشيح لرئاسة وزراء كندا.

## روابط خارجية
- كيفن أوليري على موقع IMDb (الإنجليزية)
- كيفن أوليري على موقع الموسوعة البريطانية (الإنجليزية)
- كيفن أوليري على موقع قاعدة بيانات الفيلم (الإنجليزية)